# Centre national de Tennis Canada à Montréal
 (décembre 2014).

Le Centre national de Tennis Canada à Montréal  est un centre de tennis dont l'objectif principal est le développement du tennis au Québec à travers la formation et le soutien d'une élite de jeunes joueurs canadiens.
Le centre est situé au Parc Jarry dans le quartier Villeray–Saint-Michel–Parc-Extension de la ville de Montréal. Le centre partage la même adresse que le Stade Uniprix qui accueille la Coupe Rogers et reçoit chaque année les meilleurs joueurs de tennis au monde. Depuis le 9 septembre 2006, le Centre national se transforme aussi en centre d'entrainement. Le centre est ouvert à tous comme lieu récréatif.

## Descriptions de l'installation
Le centre abrite douze terrains de surface dure et un magasin spécialisé en équipement de tennis appelé Tenniszon. Le 15 juin 2011, Mme Line Beauchamp, ministre de l'Éducation, du Loisir et du Sport, a inauguré quatre terrains intérieurs de terre battue grise. Le 6 août 2011, durant le tournoi de la Coupe Rogers, Rafael Nadal et Novak Djokovic ont été les premiers joueurs professionnels à échanger des balles sur les nouveaux terrains de terre battue. Plusieurs médias internationaux étaient présents à l’événement. Les amateurs de tennis peuvent s’y entraîner durant les quatre saisons.

## Les programmes offerts
Le centre compte sur une équipe d’entraîneurs, médecins et préparateurs physiques. L'objectif est de développer des techniques physiques ou tactiques pour la transition du circuit junior vers le circuit professionnel. Tennis Canada offre aussi des programmes pour le développement et l'encadrement des jeunes. Des tournois juniors sont disputés au centre d'entrainement pour sélectionner un groupe élite de jeunes qui intégreront la fédération de Tennis Canada. Les jeunes sélectionnés sont classés par catégories d'âge durant leur formation.
Martin Laurendeau, capitaine de l'équipe canadienne de la Coupe Davis, dirige les championnats locaux et internationaux de l'équipe masculine. Sylvain Bruneau, capitaine de l'équipe canadienne de la Fed Cup, dirige les championnats locaux et internationaux de l'équipe féminine. Les deux entraîneurs sont les responsables du processus de sélection de cette nouvelle élite de jeunes joueurs de tennis canadiens. Milos Raonic, Filip Peliwo, Eugenie Bouchard et Françoise Abanda sont des joueurs professionnels de tennis qui ont suivi les programmes offerts par Tennis Canada.